# Lellenstermaar

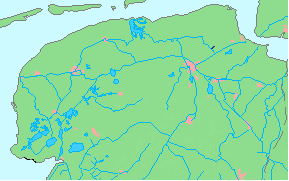
Lellenstermaar, provincie Groningen

Het Lellenstermaar is een maar in de provincie Groningen. Het kanaal was een vaarverbinding tussen het Westerwijtwerdermaar en daarmee het Damsterdiep. In het dorp Lellens, waar de waterweg naar vernoemd is, is het Lellenstermaar nog te herkennen aan een kleine haven. Ten zuidwesten ervan loopt parallel een gelijknamige straat.
De vaarverbinding is rond 1666 aangelegd in opdracht van de toenmalige bewoner van het Huis te Lellens, jonker Hillebrant Gruys. Meerdere malen is getracht het maar te (laten) hergraven, onder meer aan het einde van de 18e eeuw.

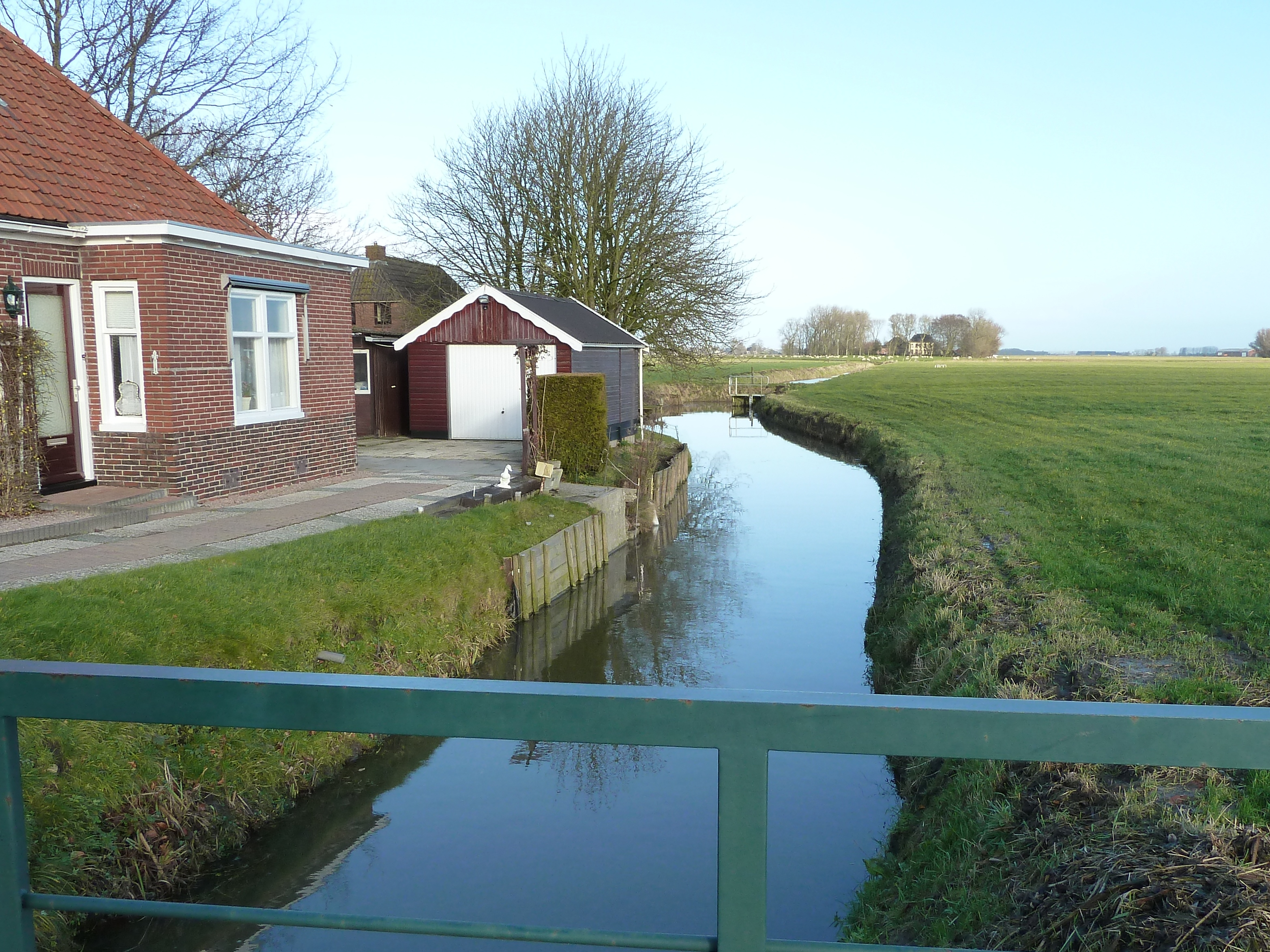
Het Lellenstermaar bij Lellens naar het noorden gezien